# Theater Tuschinski
Theater Tuschinski är en biograf i Amsterdam, Nederländerna som byggdes på uppdrag av Abraham Icek Tuschinski 1921. 
Biografen som är ritad av arkitekten Hijman Louis de Jong är interiört och exteriört en blandning av flera olika stilar; Jugendstil, Art Nouveau och Art Deco, och har även asiatiska influenser.
Mellan 1998 och 2002 genomgick biografen en renovering för att återfå sin ursprungliga stil. 